# Emmanuel Eboué
Emmanuel Eboué (Abidjan, 4 giugno 1983) è un ex calciatore ivoriano con cittadinanza belga, di ruolo difensore, centrocampista o attaccante.

## Caratteristiche tecniche
È un terzino destro in grado di districarsi anche a centrocampo. Ha giocato anche come ala e centrocampista centrale.

## Carriera

### Club

#### ASEC Mimosas
Dopo aver frequentato la scuola calcistica di Jean-Marc Guillou, ad Abidjan, Eboué ha firmato per l'ASEC Mimosas. Nel 2002, ha lasciato la squadra africana per trasferirsi in Belgio, al Beveren, insieme ad alcuni altri compagni di squadra. Ha collezionato, con la maglia dell'ASEC, 23 presenze e tre reti.

#### Beveren
Ha giocato per tre stagioni con la maglia del Beveren, A dicembre 2004, Eboué e il suo compagno di squadra Marco Né hanno sostenuto un provino con la squadra londinese dell'Arsenal e Emmanuel è stato acquistato in cambio di un milione di sterline. Il trasferimento gli ha permesso di giocare insieme al connazionale Kolo Touré.

#### Arsenal
Il debutto è arrivato pochi giorni dopo la firma del contratto, in FA Cup contro lo Stoke City. In quella stagione ha raccolto soltanto una presenza in campionato perché dal debutto in poi è stato aggregato alla squadra riserve.

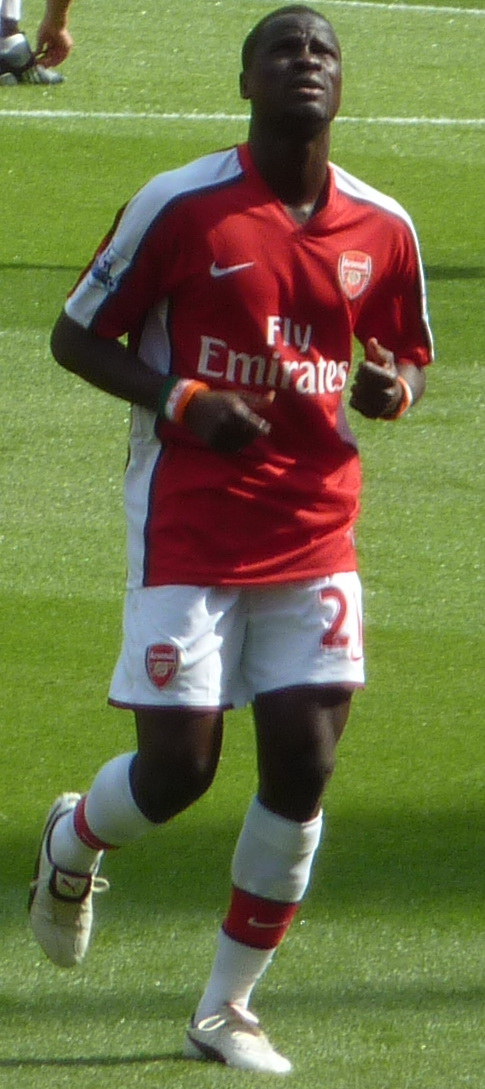
Eboué con la maglia dei Gunners

Nel campionato 2005-2006 ha fatto parte stabilmente della prima squadra. Ha segnato la sua prima rete ufficiale contro il Sunderland, nella Coppa di Lega. Dopo aver lasciato momentaneamente la squadra per partecipare alla Coppa delle nazioni africane 2006, al suo ritorno è stato immediatamente reinserito nel gruppo: è stato impiegato per la prima volta da titolare in Premiership contro il Liverpool, ad Anfield, al posto dell'infortunato Lauren, che ha perso anche il resto della stagione ed Eboué lo ha così sostituito.
È stato quindi impiegato anche in Champions League, nella fase ad eliminazione diretta, dove ha giocato contro squadre come Real Madrid, Juventus e Villarreal. Arsène Wenger lo ha paragonato, per le sue giocate, a Garrincha, dopo una sua prestazione contro l'Aston Villa. Ha giocato da titolare anche la finale di Champions League, persa per 2-1 contro il Barcellona.
Eboué ha iniziato da titolare anche la stagione seguente; si è poi infortunato in una partita internazionale ed è rimasto fuori tutto il mese di ottobre. È tornato in campo in occasione della sconfitta per 1 a 0 contro il West Ham United, il 5 novembre, ed è partito titolare in Coppa di Lega, contro l'Everton. Ha segnato il secondo gol dell'Arsenal nella vittoria per 3 a 1 sull'Amburgo, in Champions League. Persistenti problemi alla caviglia gli hanno creato dei fastidi durati per tutti i mesi di dicembre e gennaio. Ha tentato diversi rientri in campo ma non è mai riuscito a terminare la partita. Wenger ha così deciso di non forzare i tempi ed aspettare un completo recupero, affidandosi nel frattempo ad Armand Traoré. Ha giocato nella partita contro il Blackburn Rovers, dove si è infortunato alla caviglia in uno scontro con Morten Gamst Pedersen.
Nella stagione 2007-2008 è stato avanzato in posizione di esterno di destra, complice dell'arrivo di Bacary Sagna. Il 16 dicembre 2007 ha provocato la rottura del terzo osso metatarsale a John Terry, in uno scontro di gioco. Ha segnato il suo primo gol in Premier League il 20 settembre 2008 in una partita in trasferta contro il Bolton Wanderers, che alla fine è stato sconfitto per 3-1.

#### Galatasaray
Finito fuori dai progetti tecnici della società, il 16 agosto 2011 passa al Galatasaray in cambio di 3.5 milioni di euro.
Il calciatore firma un contratto valido fino al 2015 da 2.5 milioni di euro a stagione (a cui si aggiungono vari bonus). Il contratto prevede un compenso di 2.5 milioni di euro per le prime due stagioni, calando nelle stagioni successive a 2.2 milioni.

### Nazionale
Ebouè ha ottenuto la prima convocazione in Nazionale nel settembre 2004, nella partita contro il Sudan. Ha partecipato alla Coppa d'Africa del 2006 e a quella del 2008, oltre che ai campionato del mondo 2006.

## Statistiche

### Presenze e reti nei club
Statistiche aggiornate al 30 giugno 2014.
| Stagione           | Squadra            | Campionato         | Campionato | Campionato | Coppe nazionali | Coppe nazionali | Coppe nazionali | Coppe continentali | Coppe continentali | Coppe continentali | Altre coppe | Altre coppe | Altre coppe | Totale | Totale |
| Stagione           | Squadra            | Comp               | Pres       | Reti       | Comp            | Pres            | Reti            | Comp               | Pres               | Reti               | Comp        | Pres        | Reti        | Pres   | Reti   |
| ------------------ | ------------------ | ------------------ | ---------- | ---------- | --------------- | --------------- | --------------- | ------------------ | ------------------ | ------------------ | ----------- | ----------- | ----------- | ------ | ------ |
| 2001               | ASEC Mimosas       | A                  | 0          | 0          | -               | -               | -               | -                  | -                  | -                  | -           | -           | -           | 0      | 0      |
| 2002               | ASEC Mimosas       | A                  | 25         | 3          | -               | -               | -               | -                  | -                  | -                  | -           | -           | -           | 25     | 3      |
| ASEC Mimosas       | ASEC Mimosas       | ASEC Mimosas       | 25         | 3          |                 |                 |                 |                    |                    |                    |             |             |             | 25     | 3      |
| 2002-2003          | Beveren            | D1                 | 23         | 0          | -               | -               | -               | -                  | -                  | -                  | -           | -           | -           | 23     | 0      |
| 2003-2004          | Beveren            | D1                 | 30         | 2          | -               | -               | -               | -                  | -                  | -                  | -           | -           | -           | 30     | 2      |
| 2004-2005          | Beveren            | D1                 | 17         | 2          | -               | -               | -               | CU                 | 5                  | 0                  | -           | -           | -           | 22     | 2      |
| Totale Beveren     | Totale Beveren     | Totale Beveren     | 70         | 4          |                 |                 |                 |                    | 5                  | 0                  |             |             |             | 75     | 4      |
| 2004-2005          | Arsenal            | PL                 | 1          | 0          | FACup+CdL       | 3+0             | 0+0             | UCL                | 0                  | 0                  | -           | -           | -           | 4      | 0      |
| 2005-2006          | Arsenal            | PL                 | 18         | 0          | FACup+CdL       | 3+0             | 1+0             | UCL                | 11                 | 0                  | -           | -           | -           | 32     | 1      |
| 2006-2007          | Arsenal            | PL                 | 24         | 0          | FACup+CdL       | 2+3             | 0+0             | UCL                | 6                  | 1                  | -           | -           | -           | 35     | 1      |
| 2007-2008          | Arsenal            | PL                 | 23         | 0          | FACup+CdL       | 2+1             | 0+0             | UCL                | 10                 | 0                  | -           | -           | -           | 36     | 0      |
| 2008-2009          | Arsenal            | PL                 | 28         | 3          | FACup+CdL       | 5+0             | 1+0             | UCL                | 11                 | 0                  | -           | -           | -           | 44     | 4      |
| 2009-2010          | Arsenal            | PL                 | 25         | 1          | FACup+CdL       | 0+1             | 0+0             | UCL                | 10                 | 2                  | -           | -           | -           | 36     | 3      |
| 2010-2011          | Arsenal            | PL                 | 13         | 1          | FACup+CdL       | 3+5             | 0+0             | UCL                | 6                  | 0                  | -           | -           | -           | 27     | 1      |
| Totale Arsenal     | Totale Arsenal     | Totale Arsenal     | 132        | 5          |                 | 28              | 2               |                    | 54                 | 3                  |             |             |             | 214    | 10     |
| 2011-2012          | Galatasaray        | SL                 | 31         | 3          | TK              | 1               | 0               | -                  | -                  | -                  | -           | -           | -           | 32     | 3      |
| 2012-2013          | Galatasaray        | SL                 | 28         | 0          | TK              | 0               | 0               | UCL                | 10                 | 1                  | ST          | 1           | 0           | 39     | 1      |
| 2013-2014          | Galatasaray        | SL                 | 18         | 1          | TK              | 3               | 0               | UCL                | 8                  | 0                  | ST          | 1           | 0           | 30     | 1      |
| 2014-2015          | Galatasaray        | SL                 | -          | -          | TK              | -               | -               | UCL                | -                  | -                  | ST          | -           | -           | -      | -      |
| Totale Galatasaray | Totale Galatasaray | Totale Galatasaray | 77         | 4          |                 | 4               | 0               |                    | 18                 | 1                  |             | 2           | 0           | 101    | 5      |
| Totale carriera    | Totale carriera    | Totale carriera    | 304        | 16         |                 | 32              | 2               |                    | 77                 | 4                  |             | 2           | 0           | 415    | 22     |

### Cronologia presenze e reti in Nazionale
| Cronologia completa delle presenze e delle reti in nazionale ― Costa d'Avorio | Cronologia completa delle presenze e delle reti in nazionale ― Costa d'Avorio | Cronologia completa delle presenze e delle reti in nazionale ― Costa d'Avorio | Cronologia completa delle presenze e delle reti in nazionale ― Costa d'Avorio | Cronologia completa delle presenze e delle reti in nazionale ― Costa d'Avorio | Cronologia completa delle presenze e delle reti in nazionale ― Costa d'Avorio | Cronologia completa delle presenze e delle reti in nazionale ― Costa d'Avorio | Cronologia completa delle presenze e delle reti in nazionale ― Costa d'Avorio |
| Data                                                                          | Città                                                                         | In casa                                                                       | Risultato                                                                     | Ospiti                                                                        | Competizione                                                                  | Reti                                                                          | Note                                                                          |
| ----------------------------------------------------------------------------- | ----------------------------------------------------------------------------- | ----------------------------------------------------------------------------- | ----------------------------------------------------------------------------- | ----------------------------------------------------------------------------- | ----------------------------------------------------------------------------- | ----------------------------------------------------------------------------- | ----------------------------------------------------------------------------- |
| 5-9-2004                                                                      | Abidjan                                                                       | Costa d'Avorio                                                                | 5 – 0                                                                         | Sudan                                                                         | Qual. Mondiali 2006                                                           | -                                                                             | 76’                                                                           |
| 8-2-2005                                                                      | Rouen                                                                         | Costa d'Avorio                                                                | 2 – 2                                                                         | RD del Congo                                                                  | Amichevole                                                                    | -                                                                             | 46’                                                                           |
| 17-8-2005                                                                     | Montpellier                                                                   | Francia                                                                       | 3 – 0                                                                         | Costa d'Avorio                                                                | Amichevole                                                                    | -                                                                             | 46’                                                                           |
| 8-10-2005                                                                     | Omdurman                                                                      | Sudan                                                                         | 1 – 3                                                                         | Costa d'Avorio                                                                | Qual. Mondiali 2006                                                           | -                                                                             | 68’                                                                           |
| 12-11-2005                                                                    | Le Mans                                                                       | Romania                                                                       | 1 – 2                                                                         | Costa d'Avorio                                                                | Amichevole                                                                    | -                                                                             |                                                                               |
| 21-1-2006                                                                     | Il Cairo                                                                      | Marocco                                                                       | 0 – 1                                                                         | Costa d'Avorio                                                                | Coppa d'Africa 2006 - 1º turno                                                | -                                                                             |                                                                               |
| 28-1-2006                                                                     | Il Cairo                                                                      | Egitto                                                                        | 3 – 1                                                                         | Costa d'Avorio                                                                | Coppa d'Africa 2006 - 1º turno                                                | -                                                                             | 45’                                                                           |
| 4-2-2006                                                                      | Il Cairo                                                                      | Camerun                                                                       | 0 – 0 dts (11 – 12 dtr)                                                       | Costa d'Avorio                                                                | Coppa d'Africa 2006 - Quarti di finale                                        | -                                                                             | 104’ 115’                                                                     |
| 7-2-2006                                                                      | Alessandria d'Egitto                                                          | Nigeria                                                                       | 0 – 1                                                                         | Costa d'Avorio                                                                | Coppa d'Africa 2006 - Semifinale                                              | -                                                                             |                                                                               |
| 10-2-2006                                                                     | Il Cairo                                                                      | Egitto                                                                        | 0 – 0 dts (4 – 2 dtr)                                                         | Costa d'Avorio                                                                | Coppa d'Africa 2006 - Finale                                                  | -                                                                             | 53’                                                                           |
| 30-5-2006                                                                     | Vittel                                                                        | Cile                                                                          | 1 – 1                                                                         | Costa d'Avorio                                                                | Amichevole                                                                    | -                                                                             | 46’                                                                           |
| 4-6-2006                                                                      | Bondoufle                                                                     | Costa d'Avorio                                                                | 3 – 0                                                                         | Slovenia                                                                      | Amichevole                                                                    | -                                                                             |                                                                               |
| 10-6-2006                                                                     | Amburgo                                                                       | Argentina                                                                     | 2 – 1                                                                         | Costa d'Avorio                                                                | Mondiali 2006 - 1º Turno                                                      | -                                                                             | 62’                                                                           |
| 16-6-2006                                                                     | Stoccarda                                                                     | Paesi Bassi                                                                   | 2 – 1                                                                         | Costa d'Avorio                                                                | Mondiali 2006 - 1º Turno                                                      | -                                                                             |                                                                               |
| 21-6-2006                                                                     | Monaco di Baviera                                                             | Costa d'Avorio                                                                | 3 – 2                                                                         | Serbia e Montenegro                                                           | Mondiali 2006 - 1º Turno                                                      | -                                                                             |                                                                               |
| 16-8-2006                                                                     | Tours                                                                         | Senegal                                                                       | 1 – 0                                                                         | Costa d'Avorio                                                                | Amichevole                                                                    | -                                                                             |                                                                               |
| 8-10-2006                                                                     | Abidjan                                                                       | Costa d'Avorio                                                                | 5 – 0                                                                         | Gabon                                                                         | Qual. Coppa d'Africa 2008                                                     | -                                                                             | 50’                                                                           |
| 3-6-2007                                                                      | Bouaké                                                                        | Costa d'Avorio                                                                | 5 – 0                                                                         | Madagascar                                                                    | Qual. Coppa d'Africa 2008                                                     | -                                                                             |                                                                               |
| 17-10-2007                                                                    | Innsbruck                                                                     | Austria                                                                       | 3 – 2                                                                         | Costa d'Avorio                                                                | Amichevole                                                                    | -                                                                             | 75’                                                                           |
| 17-11-2007                                                                    | Melun                                                                         | Angola                                                                        | 2 – 1                                                                         | Costa d'Avorio                                                                | Amichevole                                                                    | -                                                                             |                                                                               |
| 21-11-2007                                                                    | Doha                                                                          | Qatar                                                                         | 1 – 6                                                                         | Costa d'Avorio                                                                | Amichevole                                                                    | -                                                                             | 46’                                                                           |
| 12-1-2008                                                                     | Kuwait City                                                                   | Kuwait                                                                        | 0 – 2                                                                         | Costa d'Avorio                                                                | Amichevole                                                                    | -                                                                             | 46’                                                                           |
| 21-1-2008                                                                     | Sekondi-Takoradi                                                              | Nigeria                                                                       | 0 – 1                                                                         | Costa d'Avorio                                                                | Coppa d'Africa 2008 - 1º turno                                                | -                                                                             |                                                                               |
| 25-1-2008                                                                     | Sekondi-Takoradi                                                              | Costa d'Avorio                                                                | 4 – 1                                                                         | Benin                                                                         | Coppa d'Africa 2008 - 1º turno                                                | -                                                                             |                                                                               |
| 29-1-2008                                                                     | Accra                                                                         | Costa d'Avorio                                                                | 3 – 0                                                                         | Mali                                                                          | Coppa d'Africa 2008 - 1º turno                                                | -                                                                             |                                                                               |
| 3-2-2008                                                                      | Sekondi-Takoradi                                                              | Costa d'Avorio                                                                | 5 – 0                                                                         | Guinea                                                                        | Coppa d'Africa 2008 - Quarti di finale                                        | -                                                                             |                                                                               |
| 7-2-2008                                                                      | Kumasi                                                                        | Costa d'Avorio                                                                | 1 – 4                                                                         | Egitto                                                                        | Coppa d'Africa 2008 - Semifinale                                              | -                                                                             |                                                                               |
| 26-3-2008                                                                     | Bondoufle                                                                     | Costa d'Avorio                                                                | 0 – 2                                                                         | Tunisia                                                                       | Amichevole                                                                    | -                                                                             |                                                                               |
| 22-5-2008                                                                     | Yokohama                                                                      | Costa d'Avorio                                                                | 1 – 1                                                                         | Paraguay                                                                      | Amichevole                                                                    | -                                                                             |                                                                               |
| 24-5-2008                                                                     | Toyota                                                                        | Giappone                                                                      | 1 – 0                                                                         | Costa d'Avorio                                                                | Amichevole                                                                    | -                                                                             |                                                                               |
| 1-6-2008                                                                      | Abidjan                                                                       | Costa d'Avorio                                                                | 1 – 0                                                                         | Mozambico                                                                     | Qual. Mondiali 2010                                                           | -                                                                             |                                                                               |
| 8-6-2008                                                                      | Antananarivo                                                                  | Madagascar                                                                    | 0 – 0                                                                         | Costa d'Avorio                                                                | Qual. Mondiali 2010                                                           | -                                                                             | 73’                                                                           |
| 14-6-2008                                                                     | Gaborone                                                                      | Botswana                                                                      | 1 – 1                                                                         | Costa d'Avorio                                                                | Qual. Mondiali 2010                                                           | -                                                                             | 77’                                                                           |
| 22-6-2008                                                                     | Abidjan                                                                       | Costa d'Avorio                                                                | 4 – 0                                                                         | Botswana                                                                      | Qual. Mondiali 2010                                                           | -                                                                             |                                                                               |
| 20-8-2008                                                                     | Chantilly                                                                     | Guinea                                                                        | 1 – 2                                                                         | Costa d'Avorio                                                                | Amichevole                                                                    | -                                                                             |                                                                               |
| 7-9-2008                                                                      | Maputo                                                                        | Mozambico                                                                     | 1 – 1                                                                         | Costa d'Avorio                                                                | Qual. Mondiali 2010                                                           | -                                                                             |                                                                               |
| 11-10-2008                                                                    | Abidjan                                                                       | Costa d'Avorio                                                                | 3 – 0                                                                         | Madagascar                                                                    | Qual. Mondiali 2010                                                           | -                                                                             | 62’                                                                           |
| 11-2-2009                                                                     | Smirne                                                                        | Turchia                                                                       | 1 – 1                                                                         | Costa d'Avorio                                                                | Amichevole                                                                    | -                                                                             |                                                                               |
| 29-3-2009                                                                     | Abidjan                                                                       | Costa d'Avorio                                                                | 5 – 0                                                                         | Malawi                                                                        | Qual. Mondiali 2010                                                           | -                                                                             |                                                                               |
| 7-6-2009                                                                      | Conakry                                                                       | Guinea                                                                        | 1 – 2                                                                         | Costa d'Avorio                                                                | Qual. Mondiali 2010                                                           | -                                                                             |                                                                               |
| 13-6-2009                                                                     | Abidjan                                                                       | Costa d'Avorio                                                                | 2 – 1                                                                         | Camerun                                                                       | Amichevole                                                                    | -                                                                             | 55’                                                                           |
| 20-6-2009                                                                     | Ouagadougou                                                                   | Burkina Faso                                                                  | 2 – 3                                                                         | Costa d'Avorio                                                                | Qual. Mondiali 2010                                                           | -                                                                             |                                                                               |
| 12-8-2009                                                                     | Susa                                                                          | Tunisia                                                                       | 0 – 0                                                                         | Costa d'Avorio                                                                | Amichevole                                                                    | -                                                                             | 77’                                                                           |
| 5-9-2009                                                                      | Abidjan                                                                       | Costa d'Avorio                                                                | 5 – 0                                                                         | Burkina Faso                                                                  | Qual. Mondiali 2010                                                           | -                                                                             |                                                                               |
| 10-10-2009                                                                    | Blantyre                                                                      | Malawi                                                                        | 1 – 1                                                                         | Costa d'Avorio                                                                | Qual. Mondiali 2010                                                           | -                                                                             |                                                                               |
| 14-11-2009                                                                    | Abidjan                                                                       | Costa d'Avorio                                                                | 3 – 0                                                                         | Guinea                                                                        | Qual. Mondiali 2010                                                           | -                                                                             |                                                                               |
| 18-11-2009                                                                    | Gelsenkirchen                                                                 | Germania                                                                      | 2 – 2                                                                         | Costa d'Avorio                                                                | Amichevole                                                                    | 1                                                                             |                                                                               |
| 4-1-2010                                                                      | Dar es Salaam                                                                 | Tanzania                                                                      | 0 – 1                                                                         | Costa d'Avorio                                                                | Amichevole                                                                    | -                                                                             |                                                                               |
| 7-1-2010                                                                      | Dar es Salaam                                                                 | Costa d'Avorio                                                                | 2 – 0                                                                         | Ruanda                                                                        | Amichevole                                                                    | -                                                                             | 85’                                                                           |
| 11-1-2010                                                                     | Cabinda                                                                       | Costa d'Avorio                                                                | 0 – 0                                                                         | Burkina Faso                                                                  | Coppa d'Africa 2010 - 1º turno                                                | -                                                                             |                                                                               |
| 15-1-2010                                                                     | Cabinda                                                                       | Costa d'Avorio                                                                | 3 – 1                                                                         | Ghana                                                                         | Coppa d'Africa 2010 - 1º turno                                                | -                                                                             | 56’                                                                           |
| 3-3-2010                                                                      | Londra                                                                        | Costa d'Avorio                                                                | 0 – 2                                                                         | Corea del Sud                                                                 | Amichevole                                                                    | -                                                                             |                                                                               |
| 30-5-2010                                                                     | Thonon-les-Bains                                                              | Paraguay                                                                      | 2 – 2                                                                         | Costa d'Avorio                                                                | Amichevole                                                                    | -                                                                             | 46’                                                                           |
| 4-6-2010                                                                      | Sion                                                                          | Costa d'Avorio                                                                | 2 – 0                                                                         | Giappone                                                                      | Amichevole                                                                    | -                                                                             |                                                                               |
| 15-6-2010                                                                     | Port Elizabeth                                                                | Costa d'Avorio                                                                | 0 – 0                                                                         | Portogallo                                                                    | Mondiali 2010 - 1º turno                                                      | -                                                                             | 89’                                                                           |
| 20-6-2010                                                                     | Johannesburg                                                                  | Brasile                                                                       | 3 – 1                                                                         | Costa d'Avorio                                                                | Mondiali 2010 - 1º turno                                                      | -                                                                             | 72’                                                                           |
| 25-6-2010                                                                     | Nelspruit                                                                     | Corea del Nord                                                                | 0 – 3                                                                         | Costa d'Avorio                                                                | Mondiali 2010 - 1º turno                                                      | -                                                                             |                                                                               |
| 10-8-2010                                                                     | Londra                                                                        | Italia                                                                        | 0 – 1                                                                         | Costa d'Avorio                                                                | Amichevole                                                                    | -                                                                             | 35’                                                                           |
| 4-9-2010                                                                      | Abidjan                                                                       | Costa d'Avorio                                                                | 3 – 0                                                                         | Ruanda                                                                        | Qual. Coppa d'Africa 2012                                                     | 1                                                                             |                                                                               |
| 9-10-2010                                                                     | Bujumbura                                                                     | Burundi                                                                       | 0 – 1                                                                         | Costa d'Avorio                                                                | Qual. Coppa d'Africa 2012                                                     | -                                                                             |                                                                               |
| 17-11-2010                                                                    | Poznań                                                                        | Polonia                                                                       | 3 – 1                                                                         | Costa d'Avorio                                                                | Amichevole                                                                    | -                                                                             | 54’                                                                           |
| 8-2-2011                                                                      | Abidjan                                                                       | Costa d'Avorio                                                                | 1 – 0                                                                         | Mali                                                                          | Amichevole                                                                    | -                                                                             |                                                                               |
| 27-3-2011                                                                     | Accra                                                                         | Costa d'Avorio                                                                | 2 – 1                                                                         | Benin                                                                         | Qual. Coppa d'Africa 2012                                                     | -                                                                             | 46’                                                                           |
| 5-6-2011                                                                      | Cotonou                                                                       | Benin                                                                         | 2 – 6                                                                         | Costa d'Avorio                                                                | Qual. Coppa d'Africa 2012                                                     | -                                                                             |                                                                               |
| 3-9-2011                                                                      | Kigali                                                                        | Ruanda                                                                        | 0 – 5                                                                         | Costa d'Avorio                                                                | Qual. Coppa d'Africa 2012                                                     | -                                                                             |                                                                               |
| 9-10-2011                                                                     | Abidjan                                                                       | Costa d'Avorio                                                                | 2 – 1                                                                         | Burundi                                                                       | Qual. Coppa d'Africa 2012                                                     | -                                                                             | 75’                                                                           |
| 12-11-2011                                                                    | Città del Capo                                                                | Sudafrica                                                                     | 1 – 1                                                                         | Costa d'Avorio                                                                | Mandela Cup                                                                   | -                                                                             | 88’                                                                           |
| 30-1-2012                                                                     | Malabo                                                                        | Costa d'Avorio                                                                | 2 – 0                                                                         | Angola                                                                        | Coppa d'Africa 2012 - 1º turno                                                | 1                                                                             | 60’                                                                           |
| 4-2-2012                                                                      | Malabo                                                                        | Costa d'Avorio                                                                | 3 – 0                                                                         | Guinea Equatoriale                                                            | Coppa d'Africa 2012 - Quarti di finale                                        | -                                                                             | 86’                                                                           |
| 2-6-2012                                                                      | Abidjan                                                                       | Costa d'Avorio                                                                | 2 – 0                                                                         | Tanzania                                                                      | Qual. Mondiali 2014                                                           | -                                                                             |                                                                               |
| 15-8-2012                                                                     | Mosca                                                                         | Russia                                                                        | 1 – 1                                                                         | Costa d'Avorio                                                                | Amichevole                                                                    | -                                                                             | 84’                                                                           |
| 8-9-2012                                                                      | Abidjan                                                                       | Costa d'Avorio                                                                | 4 – 2                                                                         | Senegal                                                                       | Qual. Coppa d'Africa 2013                                                     | -                                                                             |                                                                               |
| 13-10-2012                                                                    | Dakar                                                                         | Senegal                                                                       | 0 – 2                                                                         | Costa d'Avorio                                                                | Qual. Coppa d'Africa 2013                                                     | -                                                                             | 73’                                                                           |
| 14-1-2013                                                                     | Abu Dhabi                                                                     | Costa d'Avorio                                                                | 4 – 2                                                                         | Egitto                                                                        | Amichevole                                                                    | -                                                                             | 46’                                                                           |
| 22-1-2013                                                                     | Rustenburg                                                                    | Costa d'Avorio                                                                | 2 – 1                                                                         | Togo                                                                          | Coppa d'Africa 2013 - 1º turno                                                | -                                                                             |                                                                               |
| 26-1-2013                                                                     | Rustenburg                                                                    | Costa d'Avorio                                                                | 3 – 0                                                                         | Tunisia                                                                       | Coppa d'Africa 2013 - 1º turno                                                | -                                                                             |                                                                               |
| 30-1-2013                                                                     | Rustenburg                                                                    | Algeria                                                                       | 2 – 2                                                                         | Costa d'Avorio                                                                | Coppa d'Africa 2013 - 1º turno                                                | -                                                                             | 85’                                                                           |
| 3-2-2013                                                                      | Rustenburg                                                                    | Costa d'Avorio                                                                | 1 – 2                                                                         | Nigeria                                                                       | Coppa d'Africa 2013 - Quarti di finale                                        | -                                                                             |                                                                               |
| Totale                                                                        |                                                                               | Presenze                                                                      | 78                                                                            |                                                                               | Reti                                                                          | 3                                                                             |                                                                               |

## Palmarès
- Coppa d'Inghilterra: 1

Arsenal: 2004-2005
- Campionato turco: 3

Galatasaray: 2011-2012, 2012-2013, 2014-2015
- Supercoppa di Turchia: 2

Galatasaray: 2012, 2013
- Coppa di Turchia: 2

Galatasaray: 2013-2014,   2014-2015